# Русаков, Аркадий Юрьевич
Арка́дий Ю́рьевич Руса́ков (род. 25 августа 1957 года, гор. Ленинград, РСФСР) — российский философ, политолог, доктор философских наук.

## Биография
В 1984 году окончил философский факультет Ленинградского государственного университета им. А.А. Жданова. В 1991 году защитил диссертацию на соискание учёной степени кандидата философских наук на тему «Сущность и тенденции развития современного анархизма».
В 1996—2003 гг. работал главным специалистом в Комитете по печати и связям с общественностью Правительства Санкт-Петербурга.
В 2002 году присвоено гражданское звание «Советник Санкт-Петербурга».
В 2003—2007 гг. — заведующий кафедрой связей с общественностью Балтийской академии туризма и предпринимательства.
В 2007 году приказом Федеральной службы по надзору в сфере образования и науки присвоено учёное звание доцента.
В 2009 году защищена диссертация «Информационные коммуникации и социальные отношения» на соискание учёной степени доктора философских наук.
В 2007—2009 гг. — доцент кафедры связей с общественностью факультета журналистики Санкт-Петербургского государственного университета.
В Санкт-Петербургском государственном университете культуры и искусств работает с 1994 года, с 2009 года — доцент кафедры философии и политологии. В 2011 году назначен и.о. заведующего кафедрой философии и политологии, а после разделения кафедры — и.о. заведующего кафедрой философии. В этом же году избран заведующим кафедрой.
С октября 2013 года — проректор СПбГУКИ по научной работе.

## Награды
- Медаль «В память 300-летия Санкт-Петербурга» (2004)
- Диплом конкурса «PROBA-IPRA GWA» за лучшую работу по теории связей с общественностью (2005)

## Избранные публикации
- Русаков, А.Ю. Информационно-коммуникативные технологии в социально-политической сфере [Текст] : Опыт социально-философского анализа .— СПб. : Типография «Береста, 2008.
- Русаков, А.Ю. Связи с общественностью в органах государственной власти [Текст] : Учеб. пособие .— СПб. : Изд-во Михайлова В.А., 2006.
- Русаков, А.Ю. Организация учебного процесса по специальности «Связи с общественностью» [Текст] : Учебно-методическое пособие / А.Ю. Русаков, М. А. Василик , М.С. Вершинин .— СПб. : СПбГТУ, 2001 . — 70 с.
- Русаков, А.Ю. Информационно-коммуникативные технологии в социокультурных контекстах различных исторических эпох // Вопросы культурологии .— 2008 .— № 4.
- Русаков, А.Ю. Социальные конфликты постиндустриального общества // Свободная мысль .— 2008 .— № 5 (1588).
- Русаков А.Ю. Социальные аспекты внедрения концепции «Электронного правительства» // Государственная служба .— 2008 .— №4 (54).

Всего у А.Ю. Русакова более 50 научных публикаций.